# 馬公市第三水源地一千噸配水塔
馬公市第三水源地一千噸配水塔，是位於台灣澎湖縣馬公市的供水系統水塔，2002年（民國91年）12月13日登錄為澎湖縣歷史建築。

## 歷史
澎湖居民自古以井水作為民生用水來源，日治時期由於馬公港被指定為特別貿易港中介台灣與中國大陸、馬公要港部進駐等因素，馬公經濟、交通快速發展，但也暴露出傳統城鎮髒亂狹隘、人口流動引起疾病傳染等問題，使政府開始推動公共建設、公共衛生措施，建立現代化供水系統即為其中之一。日治時期建立了第一水源地（參見馬公水道貯水隧道）、第二水源地（位於文澳）、馬公水道等設施，1934年（昭和9年）12月時一天可以供水1300立方公尺、供10000人使用。
戰後時期1945年（民國34年）時馬公自來水用戶有687戶，裝表率為94.2%，但由於第一水源地部分水井無法使用、用水人口增加、曾發生水荒等因素，政府陸續開鑿深水井。1960年（民國49年）馬公鎮自來水廠於第一賓館附近鑿新水井，並於介壽路和民族路路口處設置第三水源地，配置直徑10公尺、高17公尺、可貯水1000噸（1000立方公尺）的1座配水塔，先以馬達抽送水源至17公尺高的配水塔貯水槽中貯存，再運用地勢高低差及水壓將水配送到馬公市區
。第三水源地於1963年（民國52年）完工，使馬公市區可以全日供水，不過因為水量只能應付需求，政府仍持續開鑿深井、建設水庫，如成功水庫、興仁水庫、東衛水庫等。
2002年（民國91年）12月13日此水塔登錄為澎湖縣歷史建築。根據《2010澎湖縣文化資產手冊》記載，第三水源地深水井大都已停用，只剩下第一賓館庭園內北側的16號深水井尚在服役；此配水塔也不再貯存深水井水源，而是連接自來水公司管線、做為調節功能。

## 外部連結
- 馬公市第三水源地一千噸配水塔- 澎湖知識服務平台 （页面存档备份，存于）
- 馬公市第三水源地一千噸配水塔 -文化部iCulture-文化空間 （页面存档备份，存于）
- 馬公市第三水源地一千噸配水塔 - 文化資源地理資訊系統 （页面存档备份，存于）